# Nati nel 1533
| Questa pagina contiene informazioni ricavate automaticamente dalle voci biografiche con l'ausilio del template Bio e di un bot. L'aggiornamento è periodico e automatico e ricostruisce completamente la pagina. Se manca una persona in questa lista, sei pregato di non aggiungerla, ma accertati piuttosto che la sua voce biografica contenga il template Bio e che i dati anagrafici siano correttamente compilati. Se il template Bio manca, inseriscilo tu stesso o, in alternativa, metti l'avviso {{tmp\|Bio}} che ne segnala la mancanza. Se i dati riportati sono sbagliati, correggi direttamente la voce biografica; le modifiche saranno visibili in questa lista entro pochi giorni. Per chiarimenti vedi il progetto biografie. La lista contiene solo le 71 persone che sono citate nell'enciclopedia e per le quali è stato implementato correttamente il template Bio. Pagina aggiornata al 10 lug 2025. |

## Gennaio(2)
- 1º gennaio - Ferrante Fornari, giurista italiano († 1603)
- 17 gennaio - Giovanni Francesco Gambara, cardinale italiano († 1587)

## Febbraio(3)
- 5 febbraio - Andrea Dudith-Sbardellati, umanista e vescovo cattolico ungherese († 1589)
- 13 febbraio - Christian Kruik van Adrichem, scrittore e presbitero olandese († 1585)
- 28 febbraio - Michel de Montaigne, filosofo, scrittore e politico francese († 1592)

## Marzo(2)
- 4 marzo - Shimazu Yoshihisa, militare giapponese († 1611)
- 10 marzo - Francesco III Gonzaga, nobile italiano († 1550)

## Aprile(3)
- 5 aprile - Giulio Feltrio della Rovere, cardinale italiano († 1578)
- 8 aprile - Claudio Merulo, organista e compositore italiano († 1604)
- 24 aprile - Guglielmo I d'Orange, militare olandese († 1584)

## Maggio(2)
- 1º maggio - Filippo Pigafetta, viaggiatore, militare e letterato italiano († 1604)
- 20 maggio - Bernardino Pallantieri, vescovo cattolico italiano († 1619)

## Giugno(2)
- 14 giugno - Enrico III di Brunswick-Lüneburg, duca tedesco († 1598)
- 22 giugno - Camillo da Correggio, nobile e militare italiano († 1605)

## Agosto(4)
- 2 agosto - Theodor Zwinger, scienziato svizzero († 1588)
- 7 agosto - Alonso de Ercilla, poeta, scrittore e esploratore spagnolo († 1594)
- 7 agosto - Valentin Weigel, teologo, filosofo e scrittore tedesco († 1588)
- 19 agosto - Marco Sittico Altemps, cardinale austriaco († 1595)

## Settembre(6)
- 5 settembre - Jacopo Zabarella, filosofo italiano († 1589)
- 7 settembre - Elisabetta I d'Inghilterra, regina († 1603)
- 13 settembre - Francesco Adorno, gesuita e scrittore italiano († 1586)
- 15 settembre - Caterina d'Austria, nobile († 1572)
- 18 settembre - Yūki Harutomo, militare giapponese († 1614)
- 27 settembre - Stefano I Báthory, re ungherese († 1586)

## Ottobre(3)
- 12 ottobre - Asakura Yoshikage, militare giapponese († 1573)
- 14 ottobre - Anna di Meclemburgo, nobile tedesca († 1602)
- 21 ottobre - Thibault Métezeau, architetto francese

## Novembre(2)
- 6 novembre - Ludovico II de Torres, arcivescovo cattolico, diplomatico e giurista spagnolo († 1584)
- 22 novembre - Alfonso II d'Este, nobile († 1597)

## Dicembre(4)
- 2 dicembre - Andrea Rapicio, vescovo cattolico e giurista italiano († 1573)
- 13 dicembre - Erik XIV di Svezia, re svedese († 1577)
- 15 dicembre - Owen Lewis, vescovo cattolico e diplomatico gallese († 1595)
- 21 dicembre - Prospero Rendella, giurista, agronomo e enologo italiano († 1630)

## Senza giorno specificato(38)
- Enrico Agileo, giurista francese († 1595)
- Vittorio Algarotti, medico italiano († 1604)
- Baltasar Álvarez, mistico spagnolo († 1580)
- Elazar ben Moshe Azikri, rabbino e religioso († 1600)
- Dorotea Barresi e Santapau, nobile italiana († 1591)
- Fabio Biondi, patriarca cattolico italiano († 1618)
- Isotta Brembati, nobildonna e poetessa italiana († 1586)
- Francesco Buonamici, medico, filosofo e scrittore italiano († 1603)
- Martín Cortés Zúñiga, militare messicano († 1589)
- Giovanni Leonardo Di Bona, scacchista italiano († 1578)
- Giovanni Antonio Dosio, architetto e scultore italiano († 1611)
- Anna di Egmont, nobildonna tedesca († 1558)
- Girolamo Fabrici d'Acquapendente, anatomista, chirurgo e fisiologo italiano († 1619)
- Gabriele Fiamma, predicatore, teologo e letterato italiano († 1585)
- Gerald FitzGerald, XV conte di Desmond, rivoluzionario irlandese († 1583)
- Gortzius Geldorp, pittore fiammingo († 1616)
- Ishikawa Kazumasa, militare giapponese
- Kobayakawa Takakage, militare giapponese († 1597)
- John Lumley, I barone Lumley, nobile e letterato inglese († 1609)
- Alessandro Mazzola, pittore italiano († 1608)
- Molanus, teologo tedesco († 1585)
- Murakami Takeyoshi, militare giapponese († 1604)
- Conor O'Devany, vescovo cattolico irlandese († 1612)
- Francesco Palazzi, militare italiano († 1570)
- Cesare Piovene, militare italiano († 1570)
- Antonio Possevino, gesuita, scrittore e diplomatico italiano († 1611)
- Friedrich Risner, matematico e ottico tedesco († 1580)
- Martín Ruiz de Gamboa, generale e esploratore spagnolo († 1590)
- Thomas Stafford, nobile inglese († 1557)
- Niccolò Tornabuoni, vescovo cattolico italiano († 1598)
- Vladimir di Starica, principe russo († 1569)
- Yasui Dōton, mercante giapponese († 1615)
- Giovanni Zecchi, medico italiano († 1601)
- Pierre de Gondi, cardinale e vescovo cattolico francese († 1616)
- Ascanio de' Mori da Ceno, poeta e militare italiano († 1591)
- Margherita di Waldeck, nobildonna tedesca († 1554)
- Amina di Zaria, sovrana nigeriana († 1610)
- Ōmura Sumitada, militare giapponese († 1587)